# Konrad Kögler
Konrad Kögler (* 14. Dezember 1941) ist ein deutscher Altphilologe, Germanist und Heimatforscher.
Kögler wuchs in Petersbuch auf. Nach Abitur und absolvierter Wehrpflicht studierte er in Regensburg Altphilologie. Im Anschluss erhielt er dort einen Lehrauftrag. Anschließend wirkte er als Studiendirektor am Willibald-Gymnasium in Eichstätt. Er gründete 1972 die Kaldorfer Sänger und 1973 die Petersbucher Blaskapelle, die er bis 1986 leitete.
Kögler machte sich in vier Jahrzehnten um die Geschichts-, Brauchtums- und Dialektforschung verdient.
2014 erhielt er die Verdienstmedaille des Bundesverdienstkreuzes.

## Werke
- Konrad Kögler: Kaldorfer Häuser- und Familienbuch. 1680 – 1980 (= Bei uns dahoim. Band 1). Heimatverein Kaldorf-Petersbuch, Kaldorf / Petersbuch 1984, OCLC 633224131.
- Konrad Kögler: Häuser- und Familienbuch Petersbuch - Heiligenkreuz.1680 – 1986 (= Bei uns dahoim. Band 2). Heimatverein Kaldorf-Petersbuch, Kaldorf / Petersbuch 1986, OCLC 632514086.
- Konrad Kögler: Verzeichnis aller Schüler des Königlichen Gymnasiums Eichstätt 1839/1840 – 1899/1900. Festschrift zur 150-Jahr-Feier der Wiedereinrichtung des Eichstätter Gymnasiums, 1990, OCLC 165543461
- Konrad Kögler: Eichstätt 6 – Bibliothek des Willibald-Gymnasiums. In: Handbuch der historischen Buchbestände. Band 11. Olms-Weidmann, Hildesheim 1997, ISBN 3-487-09585-8, S. 253–258 (uni-goettingen.de).
- Konrad Kögler: 50 Jahre Pfarrkirche St. Michael Titting: eine Dokumentation der Baugeschichte, Titting 2001, OCLC 76342418
- Konrad Kögler: Festschrift zum 125-jährigen Gründungsjubiläum der Freiwilligen Feuerwehr Wasserzell [1880 – 2005], Brönner & Daentler, Eichstätt 2005, OCLC 163371106
- Fröhliche Brüder Workerszell – 50jähriges Gründungsfest. Mit: Haus- und Hofchronik Workerszell, Rupertsbuch und Langensallach von Konrad Kögler. Workerszell 2008, OCLC 644609045.
- Bergschützen Kaldorf: Festschrift zum 100-jährigen Gründungsfest. Titting 2010, OCLC 649526862.
- Konrad Kögler: Kirchenführer Sankt Petrus zu Petersbuch, Petersbuch 2017, OCLC 1002235316